# Вількова (Свентокшиське воєводство)
Вількова (пол. Wilkowa) — село в Польщі, у гміні Лубніце Сташовського повіту Свентокшиського воєводства.
Населення — 260 осіб (2011).
У 1975-1998 роках село належало до Тарнобжезького воєводства.

## Демографія
Демографічна структура на день 31 березня 2011 року:
|          | Загалом | Допрацездатний вік | Працездатний вік | Постпрацездатний вік |
| -------- | ------- | ------------------ | ---------------- | -------------------- |
| Чоловіки | 123     | 31                 | 76               | 16                   |
| Жінки    | 137     | 33                 | 61               | 43                   |
| Разом    | 260     | 64                 | 137              | 59                   |